# 貴山
貴山（6世纪—602年），朝鲜半岛新罗人，沙梁部人。
貴山之父是武殷阿干。貴山年轻时與部人帚項爲友。二人交谈说：“我等等着與士君子交遊，如果不先正心修身，則怕不会免於招辱，何不聞道在賢者之側。”当時，圓光法師入隋朝遊學，回到居住在加悉寺，爲時人所尊重禮遇。
貴山等前往拜见：“俗士無知，願法师賜一言，以爲終身的格言。”法師说：“佛戒有十条菩薩戒，你等爲人臣子，恐不堪用。现在有世俗五戒：一是事君以忠，二是事親以孝，三是交友以信，四是臨戰無退，五是殺生有擇，你等执行不要忽视。”貴山等问：“其他都明白受命，殺生有擇是什么意思。”法師说：”六齋日、春夏月不殺，就是擇時。不殺使畜，就是说馬牛鸡犬。不殺細物，就是说肉不足一脔，就是擇物。如此唯其所用，不求多殺，这就是世俗的善戒。”貴山等回答：“自今已後，奉以周旋，不敢失墜。”
真平王建福十九年（602年）八月，百濟大發兵，來圍阿莫城。真平王派將軍波珍干乾品、武梨屈、伊梨伐、級干武殷、比梨耶等，領兵抗拒，貴山、帚項担任少監参军。百濟军敗，退到泉山之澤，伏兵以待。新罗軍進擊，力困退军。当時，武殷殿后，站在軍尾，被伏兵钩住。貴山大声说：“我曾听法師说：‘士當軍無退’，豈敢逃离。”擊殺百济军數十人，以自己的馬给父亲，與帚項揮戈力战。諸軍見他奮擊，橫尸滿野，匹馬隻輪没有回来的。貴山、帚項金瘡滿身，半路而亡。真王與群臣，於在阿那之野迎灵，臨尸痛哭，以禮殯葬，追賜貴山奈麻，帚項大舍。